# Graceland (serial telewizyjny)
Graceland – amerykański serial telewizyjny, wyprodukowany przez telewizję USA Network. Premierę miał 6 czerwca 2013 roku. Pomysłodawcą serialu jest Jeff Eastin.
W Polsce serial był emitowany od 1 grudnia 2014 roku przez stację TVN 7.

## Fabuła
Serial opowiada o grupie agentów FBI, DEA i ICE  mieszkających razem w niegdyś skonfiskowanym domu zwanym "Graceland" położonym na plaży w południowej Kalifornii. Wszystko jest jedynie przykrywką dla ich działalności operacyjnej.

## Obsada
- Daniel Sunjata jako Paul Briggs – starszy agent FBI, przełożony Mike’a
- Aaron Tveit jako Mike "Levi" Warren – młody agent FBI, który tuż po szkole dołącza do ekipy agentów w Graceland.
- Vanessa Ferlito jako Catherine "Charlie" DeMarco – agentka FBI
- Brandon Jay McLaren jako Dale "DJ" Jakes – agent ICE (wydział walczący z nielegalnymi imigrantami)
- Serinda Swan jako Paige Arkin, agent DEA (wydział narkotykowy)
- Manny Montana jako Joe "Johnny" Tuturro – agent FBI

### Role drugoplanowe
- Courtney B. Vance jako Sam Campbell – szef FBI
- Jay Karnes jako Gerry Silvo szef wszystkich agentów mieszkających w domku w Graceland
- Scottie Thompson jako Lauren Kincaid agent DEA
- Pedro Pascal jako Juan Badillo
- Mia Kirshner jako Ashika Pearl
- Vincent Laresca jako Rafael Cortes
- Chris Redman jako Whistler
- Jenn Proske jako Abby
- Erik Valdez jako Carlito Solano - syn bossa karteru narkotykowego[3]
- Emily Rose jako Jessica Foster, przełożona Mike’a w Waszyngtonie[4]
- Brianna Brown jako Kelly Bandllio, wdowa po Juanie Bandllio, którego zamordował Briggs[4]
- Benito Martinez jako Alfred Armas, szef kartelu Cazza[4]
- John Kapelos jako Lawrence, właściciel warsztatu, który wykorzystywany jest przez kartel Solano do przemytu narkotyków[5]
- Lindsey Haun jako Romona, prostytutka z Fort Worth[5].
- Carmine Giovinazzo jako Sid Markham, szef jednostki walczącej z gangami w Los Angeles[6]
- Jon Sklaroff jako Fritz, brutalny handlarz ludźmi[7]
- Peter Stormare jako Martun Sarkissian, szef mafii amerykańskiej zajmujący się handlem bronią[8]
- Tom Schanley jako Cash Windgate, charyzmatyczny policjant(sezon 3)[9]
- Annie Ilonzeh jako Courtney Gallo(sezon 3)[10]

## Odcinki
| Sezon | Sezon | Odcinki | Oryginalna emisja | Oryginalna emisja | Oryginalna emisja | Oryginalna emisja | Oryginalna emisja |
| Sezon | Sezon | Odcinki | Premiera sezonu   | Finał sezonu      | Premiera sezonu   | Finał sezonu      |                   |
| ----- | ----- | ------- | ----------------- | ----------------- | ----------------- | ----------------- | ----------------- |
|       | 1     | 12      | 6 czerwca 2013    | 12 września 2013  | 1 grudnia 2014    | 16 lutego 2015    |                   |
|       | 2     | 13      | 11 czerwca 2014   | 10 września 2014  | brak danych       | brak danych       |                   |
|       | 3     | 13      | 25 czerwca 2015   | 17 września 2015  | brak danych       | brak danych       |                   |

## Produkcja
Stacja USA Network zamówiła 2 sezon serialu. 11 listopada 2014 roku stacja USA Network przedłużyła serial o 3 sezon.
1 października 2015 roku stacja ogłosiła USA Network zakończenie produkcji serialu po 3 sezonie